# Pterocarpus rotundifolius
Pterocarpus rotundifolius es una especie de árbol perteneciente a la familia de las fabáceas. Es originaria de África.

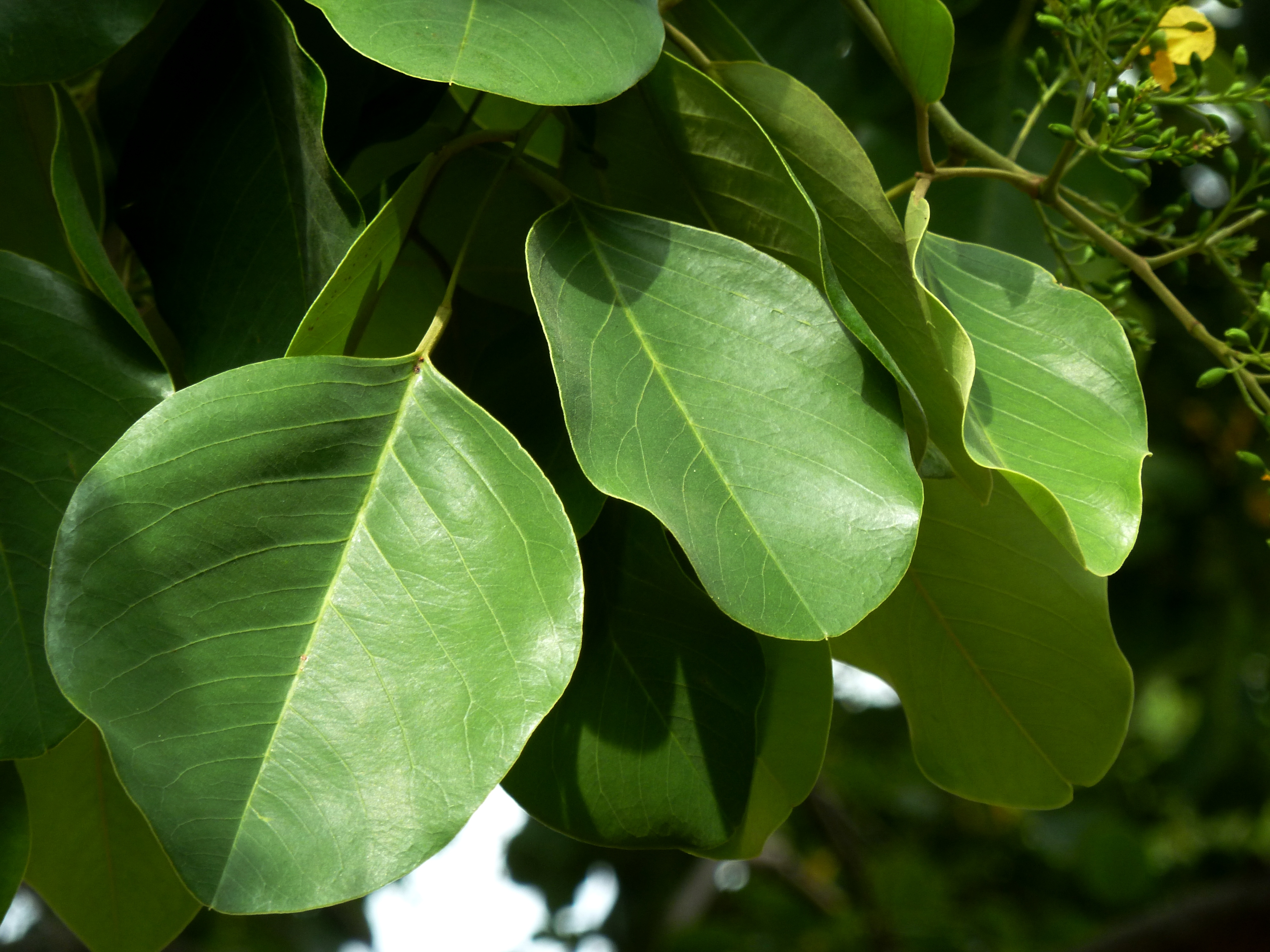
Hojas

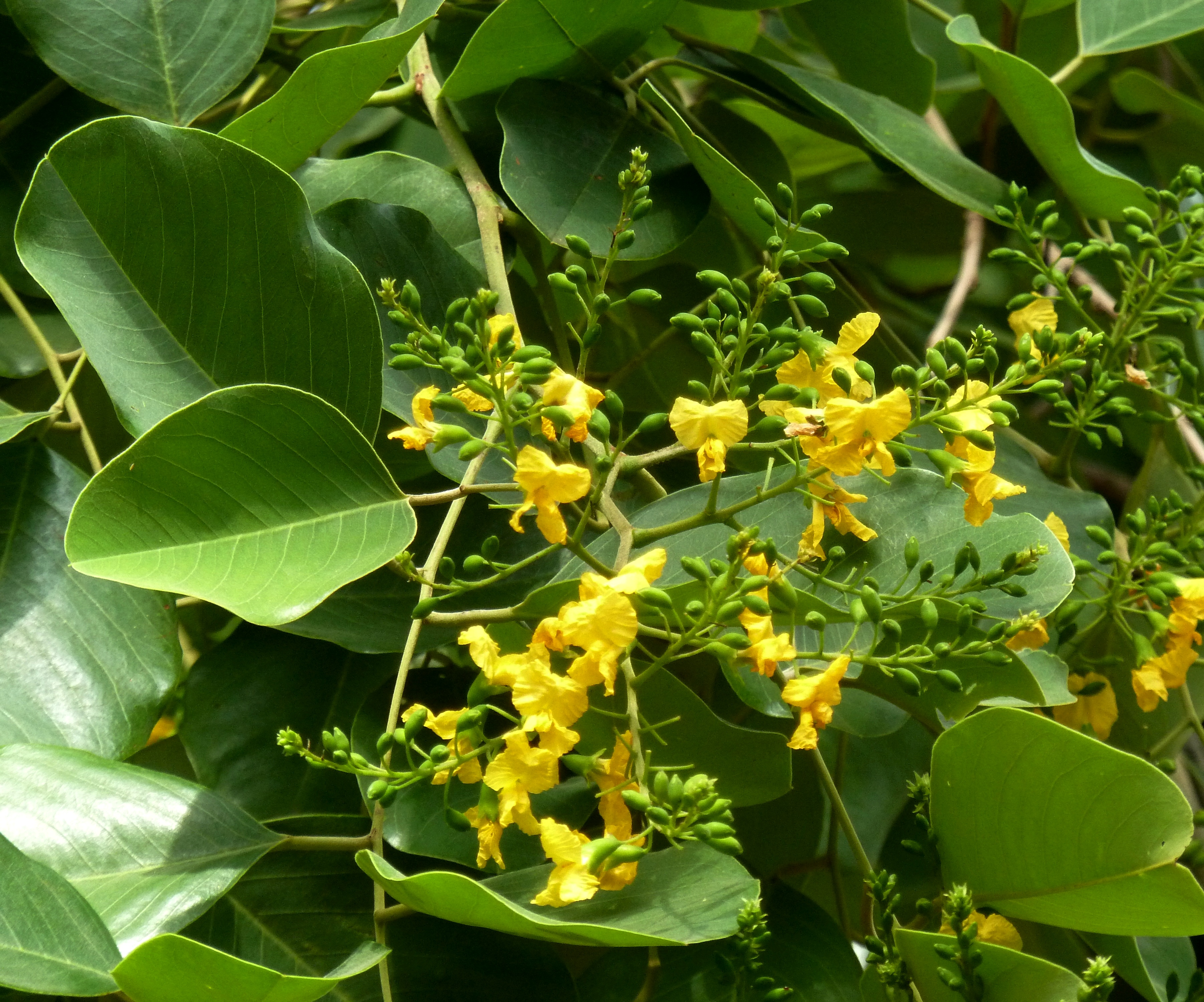
Flores

## Descripción
Es un arbusto o pequeño árbol caducifolio que alcanza los  3.25 m de altura, a menudo con varios tallos, rara vez con un tronco recto con la ramificación arriba.

## Distribución y hábitat
Se encuentra en los bosques de Brachystegia, en los bosques abiertos, sabanas arboladas, en colinas y laderas cubiertas de hierbas, mesetas, cordilleras, en los valles aluviales;  a menudo en suelo arcilloso de color rojo o suelo arenoso, a una altitud de 60 a 1.550 metros.  Se distribuyen por el sur de África en Namibia, Botsuana, Sudáfrica y Suazilandia.

## Ecología
Esta planta es el alimento de la mariposa Charaxes achaemenes en estado larval. 

## Taxonomía
Pterocarpus rotundifolius fue descrita por (Sond.) Druce y publicado en (Report,) Botanical Society and Exchange Club of the British Isles 1916: 642. 1917.
Etimología
Pterocarpus: nombre genérico que deriva de  palabras griegas latínizada que significan "fruto alado", en referencia a la inusual forma de las vainas de semillas de este género.
rotundifolius: epíteto latíno que significa "con hojas redondas"
Sinonimia
- Dalbergia rotundifolia Sond. (1850)
- Pterocarpus claessensii De Wild. (1924)
- Pterocarpus homblei De Wild. (1914)
- Pterocarpus mutondo De Wild. (1902)
- Pterocarpus melliferus Welw. ex Baker (1871)
- Pterocarpus buchananii Schinz (1891)
- Pterocarpus sericeus Benth. (1932)[4]